# Hypolepis aculeata
Hypolepis aculeata là một loài thực vật có mạch trong họ Dennstaedtiaceae. Loài này được (Spreng.) J. Sm. miêu tả khoa học đầu tiên năm 1841.